# Biston insularis
Biston insularis là một loài bướm đêm trong họ Geometridae.